# László Krasznahorkai
László Krasznahorkai (Gyula, Hongria, 5 de gener de 1954) és un novel·lista i guionista hongarès conegut per novel·les difícils i exigents, qualificades sovint de postmodernes, amb temes distòpics i melancòlics. Diverses de les seves obres, incloses les seves novel·les Satantango (Sátántangó, 1985) i La malenconia de la resistència (Az ellenállás melankóliája, 1989), han estat dutes al cinema pel director de cinema hongarès Béla Tarr.

## Orígens i educació
Krasznahorkai va néixer a Gyula, Hongria, el 5 de gener de 1954 en una família jueva de classe mitjana per part del seu pare. Son pare, György Krasznahorkai, era advocat, i sa mare, Júlia Pálinkás, administradora de la seguretat social.
L'any 1972 Krasznahorkai es va graduar en l'Institut Erkel Ferenc, on es va especialitzar en llatí. De 1973 a 1976 va estudiar dret a la Universitat József Attila (ara Universitat de Szeged) i de 1976 a 1978 a la Universitat Eötvös Loránd (ELTE) de Budapest. De 1978 a 1983 va estudiar llengua i literatura hongareses a la Facultat d'Humanitats ELTE, d'on té el títol. La seva tesi va ser sobre l'obra i les experiències de l'escriptor i periodista Sándor Márai (1900–1989) després d'haver fugit del règim comunista el 1948. Durant els anys d'estudiant de literatura, Krasznahorkai va treballar en l'editorial Gondolat Könyvkiadó.

## Carrera com a escriptor
D'ençà que va acabar els estudis universitaris, Krasznahorkai ha treballat com a autor independent. L'any 1985, la seva primera novel·la Satantango va aconseguir l'èxit i immediatament es va posar al capdavant de la vida literària hongaresa. El llibre és una novel·la distòpica ambientada a la seva terra natal, Hongria, i es considera la seva obra més coneguda. Va rebre el premi al millor llibre traduït en anglès el 2013.
Va viatjar fora de l'Hongria comunista per primera vegada el 1987, i va passar un any a Berlín Occidental com a destinatari d'una beca del DAAD. Des de l'enfonsament del bloc soviètic, ha viscut en diversos llocs. El 1990, per primera vegada, va poder passar un cert temps a l'Àsia oriental. Es va basar en les seves experiències a Mongòlia i la Xina per a escriure El presoner d'Urga i Destrucció i dolor sota els cels. Ha tornat moltes vegades a la Xina.
L'any 1993, la seva novel·la La malenconia de la resistència va rebre el premi alemany Bestenliste a la millor obra literària de l'any. El 1996, va ser convidat del Wissenschaftskolleg de Berlín. Mentre completava la novel·la Guerra i guerra, va viatjar molt per Europa. El poeta nord-americà Allen Ginsberg va ser de gran ajuda per a completar l'obra; Krasznahorkai va residir durant un temps a l'apartament de Ginsberg a Nova York, i va descriure els consells amistosos del poeta com a valuosos per a donar vida al llibre.
El 1996, 2000 i 2005 va passar sis mesos a Kyoto. El seu contacte amb l'estètica i la teoria literària de l'Extrem Orient va donar lloc a canvis significatius en el seu estil d'escriptura i en els temes desplegats. Torna sovint tant a Alemanya com a Hongria, però també ha passat diferents períodes en altres països, com els Estats Units, Espanya, Grècia i el Japó, que l'han inspirat per a la seva novel·la Seiobo There Below, que va guanyar el Premi al millor llibre traduït el 2014.
A partir de 1985, el director i amic de l'autor Béla Tarr va fer pel·lícules basades gairebé exclusivament en obres de Krasznahorkai, com Sátántangó i Werckmeister Harmonies. Krasznahorkai va dir que la pel·lícula de 2011 El cavall de Torí seria la seva darrera col·laboració. Krasznahorkai també ha col·laborat estretament amb l'artista Max Neumann, fins i tot en la novel·la il·lustrada Chasing Homer (2021), que s'acompanya d'una partitura de percussió original del músic de jazz Szilveszter Miklós.
Krasznahorkai ha rebut elogis internacionals de la crítica. Susan Sontag el va descriure com "el mestre hongarès contemporani de l'apocalipsi que inspira la comparació amb Gogol i Melville". W. G. Sebald va comentar: "La universalitat de la visió de Krasznahorkai rivalitza amb la de Les ànimes mortes de Gogol i supera amb escreix tots els temes menors de l'escriptura contemporània". El 2015 va rebre el Man Booker International Prize, el primer autor hongarès a rebre aquest premi.

## Vida personal
Després de residir durant diversos anys a Berlín, Alemanya, on va ser durant sis mesos professor convidat S. Fischer a la Universitat Lliure de Berlín, Krasznahorkai resideix actualment "com a reclús als turons de Szentlászló" a Hongria. Després de divorciar-se de la seva primera dona, Anikó Pelyhe, amb qui s'havia casat el 1990, es va casar amb Dóra Kopcsányi, sinòloga i dissenyadora gràfica, el 1997. Té tres fills: Kata, Ágnes i Emma.

## Obres

### Novel·les
- 1985: Sátántangó (Tango Satànic, Edicions del Cràter, 2025) Traducció de Carles Dachs. ISBN  978-8412828658
- 1989: Az ellenállás melankóliája (La melancolia de la resistència)
- 1992: Az urgai fogoly (El presoner d'Urga)
- 1999: Háború és háború (Guerra i guerra)
- 2004: Rombolás és bánat az Ég alatt (Destrucció i dolor sota els cels)
- 2008: Seiobo járt odalent (Seiobo allà baix)
- 2016: Báró Wenckheim hazatér (El baró Wenckheim torna a casa)
- 2021: Herscht 07769 (Herscht 07769)
- 2024: Zsömle odavan (Zsömle espera)

### Novel·les curtes
- 2003: Északról hegy, Délről tó, Nyugatról utak, Keletről folyó (Una muntanya al nord, un llac al sud, camins cap a l'oest, un riu a l'est)
- 2009: Az utolsó farkas (El darrer llop)
- 2018: Aprómunka egy palotaért (Petita feina per a un palau)
- 2019: Mindig Homérosznak (Perseguint Homer), amb il·lustracions de Max Neumann

### Col·leccions de contes
- 1986: Kegyelmi viszonyok (Relacions de gràcia)
- 2008: Seiobo járt odalent (Seiobo allà baix)
- 2013: Megy a világ (El món segueix)

## Honors i premis
Krasznahorkai ha estat guardonat amb nombrosos premis literaris, entre ells el màxim guardó de l'estat hongarès, el Kossuth Prize i el Man Booker International Prize per la seva obra traduïda a l'anglès.